# (3484) Neugebauer
(3484) Neugebauer es un asteroide perteneciente al cinturón de asteroides, descubierto el 10 de julio de 1978 por Eleanor F. Helin y el también astrónomo Eugene Shoemaker desde el Observatorio del Monte Palomar, Estados Unidos.

## Designación y nombre
Designado provisionalmente como 1978 NE. Fue nombrado Neugebauer en honor a la familia apellidada así, de los que destacan Gerry Neugebauer, Marcia Neugebauer y Otto E. Neugebauer cada uno de los cuales destaca en su campo científico.